# Трубинер, Павел Константинович
Па́вел Константи́нович Трубине́р (род. 20 ноября 1976, Северный) — российский актёр театра, кино и телевидения.

## Биография
Родился 20 ноября 1976 года в посёлке Северный (Москва). Родители — инженеры. В детстве мечтал стать военным. В школе ему нравились литература и биология, нравилось читать стихи перед классом, но поскольку был стеснительным, начал играть («кривляться», по его собственным словам), из чего и выросла актёрская профессия. Любил советские военные фильмы и боевики, «Свой среди чужих» Н. Михалкова смотрел много раз.
В 1995 году в 19 лет окончил колледж при Российской академии театрального искусства (ГИТИС), мастерская Б. Голубовского. Работал в футбольной школе, продавал компьютеры.
В начале 2000-х годов снялся в рекламе кофе, его изображение появилось на билбордах, на разворотах журналов В 2003 году снялся в эпизоде клипа «Я ночной хулиган» Димы Билана, был в роли гонщика на спортивном Mitsubishi 3000GT.
Свою первую большую роль в кино сыграл в 2005 году в телесериале «Плюс бесконечность» (2005—2006, режиссёр Алексей Луканев). Обратил на себя внимание ролью спецназовца Бондаренко в фильме Анны Кельчевской «Сдвиг» (2006). Популярность пришла к актёру после исполнения главных ролей в сериалах «Частный заказ» (2007), «Естественный отбор» (2008), «Остров ненужных людей» (2012) и фильмах «Курортный роман» (2008), «Только вернись» (2008).
После множества фильмов с военной тематикой в 2018 году выступил в амплуа балетного артиста в фильме «Фантазии белых ночей», где его партнёршей была Елизавета Боярская. Чтобы играть в этом фильме, Трубинер брал уроки хореографии у Николая Цискаридзе.
Увлекается рыбалкой и хоккеем, играет в хоккейной команде артистов «КомАр».

## Семья
- Первая жена — Ольга Мухортова, мастер спорта международного класса, чемпионка мира (1996) по современному пятиборью)[2].

В браке родилось двое сыновей. Оба сына увлекаются гонками: старший на мотоциклах, младший на автомобилях.
- Сын — Павел (род. 1999).
- Сын — Александр (род. 2003)[5].

- Вторая жена — Юлия Мельникова (род. 1981), актриса театра «Сатирикон» и режиссёр.[4]. 
  - Дочь Елизавета (род. 2016).
  - Дочь Тереза (2 августа 2023).

## Творчество

### Фильмография
| Год       |     | Название                                | Роль |
| --------- | --- | --------------------------------------- | --- |
| 2005      | с   | Плюс бесконечность                      | Курбанов |
| 2006      | ф   | Сдвиг                                   | Бондаренко, спецназовец |
| 2007      | с   | Агония страха                           | Сергей |
| 2007      | ф   | Знак судьбы                             | Юрий, начальник охраны Казанцева |
| 2007      | ф   | Курортный роман                         | Александр Клюев (Саша) |
| 2007      | с   | Служба доверия                          | Ванечка |
| 2007      | с   | Частный заказ                           | Кирилл Воинов |
| 2008      | ф   | Александр. Невская битва                | Дмитрий / «Святослав из Торжка», сын князя Ярослава Владимировича                                                                                                |
| 2008      | ф   | Время грехов                            | Андрей |
| 2008      | с   | Жаркий лёд                              | Сергей Братцев |
| 2008      | с   | Криминальное видео                      | Сергей Мухин |
| 2008      | ф   | Пари                                    | конкурент |
| 2008      | ф   | Только вернись!                         | Михаил Воронин |
| 2009      | ф   | Бабушка Ада                             | Агар |
| 2009      | ф   | Жизнь на двоих                          | Михаил Андреевич Касьянов, работник уголовного розыска |
| 2009      | с   | Исчезнувшие                             | Сыромягин |
| 2009      | мтф | Охота на Вервольфа                      | Нестеров |
| 2009      | с   | Похищение Богини                        | Илья Мельников, капитан милиции |
| 2010      | с   | Военная разведка. Западный фронт        | Клим Петрович Павловский, майор |
| 2010      | с   | Небо в огне                             | Фёдор Викторович Акимов, капитан/майор СМЕРШ |
| 2010      | с   | Брат за брата                           | Сергей Сидоров |
| 2011      | с   | Остров ненужных людей                   | Коклюш, наёмный убийца |
| 2012      | с   | Военная разведка. Северный фронт        | Клим Петрович Павловский, старший лейтенант |
| 2012      | с   | Военная разведка. Первый удар           | Клим Петрович Павловский, майор |
| 2012      | ф   | Время любить                            | Влад |
| 2012      | ф   | Праздник взаперти                       | Серёжа |
| 2012      | с   | Дневник доктора Зайцевой                | Павел Анатольевич Румынский, заведующий гинекологическим отделением                                                                                              |
| 2012      | ф   | Любовь с оружием                        | Александр Подгорнов, журналист |
| 2012      | с   | Только о любви                          | Игорь |
| 2012      | с   | Грач                                    | Сергей Грачёв, майор МВД |
| 2012      | с   | Легавый                                 | Роман Сергеевич Фиолетов («Фартовый»), катала |
| 2012      | с   | Смерть шпионам. Лисья нора              | Андрей Терехов, старший лейтенант/капитан ГУКР Смерш |
| 2012      | с   | Смерть шпионам. Ударная волна           | Андрей Терехов, старший лейтенант ГУКР Смерш |
| 2013      | с   | Станица                                 | Сергей Волков |
| 2013      | с   | Убить Сталина                           | Новицкий |
| 2013      | с   | Чёрные кошки                            | Павел Буров, полковник Министерства государственной безопасности СССР                                                                                            |
| 2013      | ф   | Вместе навсегда                         | Александр, отец Сони |
| 2013      | ф   | Бывших не бывает                        | Артур Александрович Коршунов, криминальный авторитет |
| 2014      | ф   | Вдовец                                  | Борис |
| 2014      | с   | Волчье солнце                           | Андрей Плахов, ротмистр белоэмигрантской армии |
| 2014      | ф   | Спешите любить                          | Антон |
| 2014      | с   | Чёрная река                             | Ковалёв |
| 2014      | с   | Тихая охота                             | Валерий Гуляев, старший лейтенант |
| 2014      | ф   | Охота                                   | Игорь Леонидович Лещинский |
| 2015      | с   | Великая                                 | Григорий Григорьевич Орлов, капитан Преображенского лейб-гвардии полка                                                                                           |
| 2015      | ф   | С небес на землю                        | Александр Павлович Шан-Гирей / Алекс Лорер, писатель |
| 2015      | ф   | Неразрезанные страницы                  | Александр Павлович Шан-Гирей / Алекс Лорер, писатель |
| 2015      | ф   | Один день, одна ночь                    | Александр Павлович Шан-Гирей / Алекс Лорер, писатель |
| 2015      | ф   | Вызов                                   | Сергей Сергеевич Лосев, биолог, учёный-генетик, заведующий лабораторией в Санкт-Петербургском НИИ                                                                |
| 2015—2017 | с   | Мамочки                                 | Сергей Сергеевич Давыдов писатель, автор женских романов под псевдонимом «Роза Шарп»                                                                             |
| 2015      | с   | Пансионат «Сказка», или Чудеса включены | Евгений Станиславович Портнов |
| 2015      | ф   | Фантазия белых ночей                    | Андрей Плетнёв, премьер Пермского театра оперы и балета |
| 2016      | с   | Гостиница «Россия»                      | Яннис Эдуардович Берзень, майор Пятого управления КГБ СССР |
| 2016      | с   | Второе зрение                           | Дмитрий Ефремов, майор, оперуполномоченный полиции |
| 2016      | ф   | Колодец забытых желаний                 | Олег Петрович Никонов |
| 2017      | с   | Хождение по мукам                       | Вадим Рощин |
| 2017—2019 | с   | Ланцет                                  | Илья «Ланцет» Ладынин, врач-кардиохирург |
| 2017      | с   | Светлана                                | Алексей Яковлевич Каплер |
| 2017      | с   | Подозреваемый                           | Антон Гаврилов |
| 2017      | ф   | Крым                                    | Алексей Николаевич, капитан 2-го ранга |
| 2018      | ф   | Моя жизнь                               | Николай Кольцов, отец Сергея |
| 2018      | ф   | Сорок розовых кустов                    | Сергей Аркадьевич Каплевич («Черчилль»), архитектор, сосед Иветты                                                                                                |
| 2018      | с   | Мама                                    | Кирилл |
| 2018      | ф   | Пустыня                                 | Николай Крылов, подполковник Главного управления Генерального штаба ГРУ                                                                                          |
| 2018      | ф   | Управдомша                              | Владимир Киров, бизнесмен |
| 2019      | с   | Скажи правду                            | Сергей Давыдов, архитектор, муж Ксении |
| 2019      | ф   | Легенды Петербурга. Ключ времени        | Андрей, писатель, приёмный отец Ксюши |
| 2019      | док | С мячом в Британию                      | Бобров |
| 2019      | с   | Чёрная лестница                         | Андрей Сергеевич Кожевников, профессор судебной медицины |
| 2019      | с   | Мамы чемпионов                          | Андрей Петрович Никитин, главный тренер по плаванию Северо-Восточного региона, биологический отец Кирилла Лескова                                                |
| 2019      | с   | Цыплёнок жареный                        | Олег Кочерский |
| 2020      | с   | Под прикрытием                          | полковник Егор Соболь, руководитель вневедомственного секретного отдела                                                                                          |
| 2020      | с   | Сто лет пути                            | Дмитрий Иванович Шаховской, профессор университета в 2020 году / князь Дмитрий Иванович Шаховской, секретарь Государственной думы Российской империи в 1907 году |
| 2020      | с   | Чёрное море                             | Сергей Александрович Сабуров, капитан 2-го ранга Смерша Балтийского флота                                                                                        |
| 2020      | с   | Небеса подождут                         | Сергей Леонидович Воробьёв |
| 2020      | ф   | Одиннадцать молчаливых мужчин           | Михаил Иосифович Якушин, старший тренер ФК «Динамо» (Москва) |
| 2020      | с   | Перевод с немецкого                     | Павел Иванович Нечай, майор государственной безопасности |
| 2020      | ф   | Посторонняя                             | Дмитрий |
| 2020      | ф   | Воспитательница                         | Пётр Соколов |
| 2020      | с   | Медиум                                  | Евгений Петрович Островский |
| 2021      | ф   | Захват                                  | Олег Платонов |
| 2022      | с   | Судьба по книге перемен                 | Алекс Шан-Гирей, писатель |
| 2022      | с   | Баренцево море                          | Сергей Александрович Сабуров, капитан 2-го ранга Смерша Балтийского флота                                                                                        |
| 2023      | ф   | Загляни ему в голову                    | полковник Покрасов |
| 2023      | с   | Операция «Престол»                      | Павел Иванович Нечай, майор НКВД |
| 2023      | с   | Банда «ЗИГ ЗАГ»                         | Кириллов |
| 2024      | с   | Роковой подарок                         | Алекс Шан-Гирей, писатель |
| 2024      | с   | Цветы жизни                             | Игорь |
| 2024      | с   | Столыпин                                | Щегловитов |
| 2025      | с   | Аллигатор                               | Борис Васильевич Стариков, майор, старший оперуполномоченный |
| 2025      | с   | Балтийское море                         | Сергей Сабуров, старший спецгруппы Главного штаба, подполковник                                                                                                  |
| 2025      | с   | Разящий луч                             | Баум |

### Театральные работы
- «Холодный дом» Ч. Диккенс — Толкинхорн

### Реклама
- 2000 — рекламный ролик «Нескафе»[4].

## Награды
- Премия ФСБ России (2019—2020) в номинации «Актёрская работа» — за талантливое воплощение образов сотрудников органов безопасности в российских кино- и телефильмах.